# Moderación

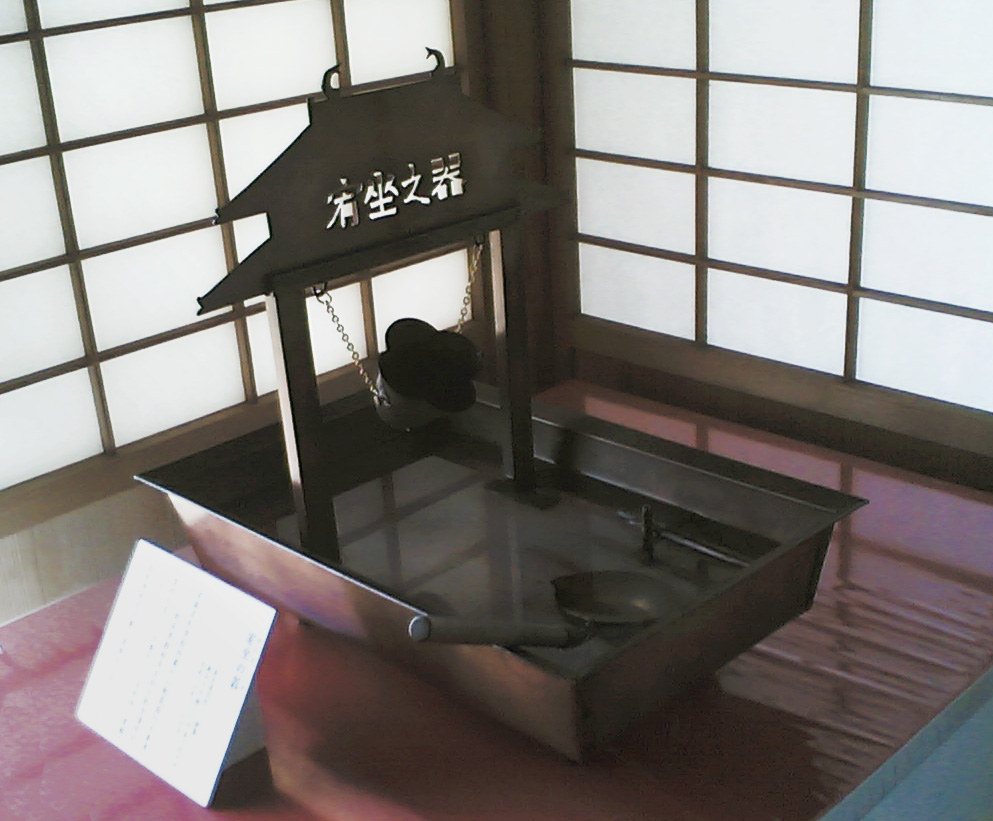
La moderación es evitar llegar a un punto muerto o a los extremos, en busca de equilibrio. La moderación como virtud es entendida como una virtud, la moderación es equivalente a la mesura y la prudencia.

La moderación es el evitar llegar a un punto muerto o a los extremos, en busca del equilibrio.

## Historia

### Antigua Grecia
La moderación también es un principio de vida. En la Antigua Grecia, el templo de Apolo en Delfos llevaba la inscripción Meden Agan (μηδὲν ἄγαν) - "Nada en exceso". Hacer algo "con moderación" significa no hacerlo excesivamente. Por ejemplo, alguien que modera su consumo de alimentos intenta comer todos los grupos de alimentos, limitando su consumo de aquellos que pueden causar efectos nocivos.
Según el historiador y sociólogo de la ciencia Steven Shapin:

Desde la época presocrática, pasando por los corpus hipocrático y galénico, y en los escritos de filósofos estoicos como Epicteto y Séneca, se consideraba que la salud era el resultado de la "moderación" en el ejercicio, el estudio y la dieta.

### Cristianismo

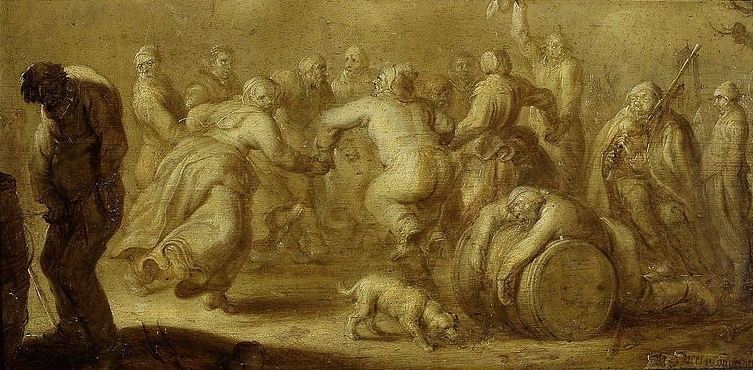
Todo con moderación, ilustración de un proverbio de Adriaen van de Venne, década de 1650, Museo Nacional de Varsovia.

Del mismo modo, en el cristianismo, el "moderacionismo" es la postura según la cual está permitido beber bebidas alcohólicas con moderación, aunque la embriaguez está prohibida.
En el Libro de la Sabiduría, la moderación figura entre las mayores virtudes.

### Islam y judaísmo
Wasat, también llamada wasaṭīya (en árabe: وسطية) es la palabra árabe que puede adoptar los significados de medio, centrado, equilibrado, moderado. En el contexto islámico, se refiere al "camino del medio" o "moderación", una forma de vida justamente equilibrada, que evita los extremos y experimenta las cosas con moderación.
Los musulmanes moderados se adhieren al concepto de relativismo contextual como forma de captar el significado del Corán. En la sura 2 al-Baqarah, el versículo 143 trata de ello.
El filósofo judío Maimónides, muy influido por el pensamiento islámico y aristotélico, también planteó la moderación como un ideal dentro del judaísmo.

### Taoísmo
En la filosofía y la religión taoístas chinas, la moderación se considera un elemento clave del desarrollo personal y es una de las tres joyas del pensamiento taoísta. No hay nada que no pueda moderarse, incluidas las acciones propias, los deseos e incluso los pensamientos. Se cree que así se alcanza un estado más natural, se encuentra menos resistencia en la vida y se reconocen los límites propios. Llevada al extremo, la moderación es compleja y puede resultar difícil no sólo de aceptar, sino también de comprender y poner en práctica. También puede ser recursiva en el sentido de que uno debe moderar cuánto modera (es decir, no preocuparse demasiado por moderarlo todo o no esforzarse demasiado por encontrar un término medio).
La moderación como principio de la filosofía taoísta aparece en sus tres textos principales.

## Moderación como virtud
Entendida como una virtud, la moderación es equivalente a la mesura y la prudencia, y también, en cierto modo, similar a la humildad. Se identifica con la superior de las Virtudes cardinales, la Templanza o σωφροσύνη. Su vicio contrario es el concepto griego clásico de hybris, en el que las héroes trágicos caen por exceso, desmesura, soberbia u orgullo. La defensa de la moderación como su virtud opuesta generó el tópico literario latino de Aurea mediocritas (en el término medio está la virtud).
Esto recomendaba Don Quijote a su escudero: «Llaneza, Sancho, que toda afectación es mala».[cita requerida]

## Moderación como valor social
Proponer la moderación como uno de los valores de la clase media o burguesía se hizo como uno de los mecanismos de identificación de esa clase social como alternativa a la sociedad estamental del Antiguo Régimen; en oposición tanto a la clase alta de los privilegiados (especialmente la aristocracia) como a la clase baja de los campesinos pobres y la plebe urbana (que como ella eran miembros del tercer estado, pero carecían de riqueza). Se vinculó a la sobriedad, la estabilidad en las costumbres, la vida cotidiana y la familia, el ahorro, la posesión de una mediana propiedad y una honesta forma de ganarse la vida.
Para Max Weber, estos valores conectan La ética protestante y el espíritu del capitalismo, al permitir la inversión necesaria por la acumulación de capital, y lo vincula al calvinismo, con lo que su tesis pretende explicar el diferente desarrollo social y económico del norte y el sur de Europa desde la Reforma. No obstante, también comportamientos similares estuvieron presentes en determinados entornos sociales de países católicos).
Este tema de la moderación aparece como una constante en las reflexiones morales de Robinson Crusoe (el héroe de la novela de Daniel Defoe), como la forma de vida que su padre le recomienda y en la que vuelve a encontrarse una y otra vez, a pesar de su búsqueda de la aventura. Similares conceptos se desarrollan, desde una mayor o menor actitud crítica, con el triunfo de estos valores en el desarrollo de la sociedad industrial o sociedad de clases; y pueden verse en las novelas de Charles Dickens (Los papeles póstumos del Club Pickwick, David Copperfield, Oliver Twist) o en Los miserables de Victor Hugo.

## Moderación en política
Con en nombre de moderado y Partido Moderado se conoce al movimiento político del siglo XIX (el moderantismo) que pretendía conciliar las partes más compatibles de la Revolución liberal con el Antiguo Régimen que ésta pretendía destruir. Está estrechamente relacionado ideológicamente con el conservadurismo y el liberalismo doctrinario. Más tarde apareció el centrismo político.

## Moderación en economía
Con el nombre de gran moderación se designó la época de estabilidad económica de los años noventa, y los conceptos económicos e ideológicos asociados.

## Moderación en internet
En el uso habitual de internet, la moderación de las intervenciones de los usuarios de la red (especialmente en la denominada web 2.0) está a cargo del moderador, quien puede eliminar contribuciones poco apropiadas de un sitio web, foro de discusión por internet o canal de IRC según el sistema de moderación que represente.

## Moderación en ciencias

### En epistemología
Para la consideración estadística de una variable o para su representación en una gráfica es habitual despreciar los valores máximos y mínimos, especialmente cuando se apartan excesivamente de los demás resultados (de una muestra o de cualquier otro tipo de recogida de datos, sea experimental o no), con lo que se les considera ruido no significativo. Este procedimiento, habitual en todo tipo de trabajo científico, si se emplea inadecuadamente puede ocultar resultados significativos, y es uno de los recursos más empleados para la justificación del mantenimiento de un paradigma científico dominante cuando es desafiado por los datos experimentales.
En otros contextos, como en la puntuación de ciertas pruebas deportivas (salto de trampolín, gimnasia, patinaje artístico sobre ruedas, etc.), ese recurso se utiliza para propiciar la ecuanimidad de los jurados.

### En estadística
En cualquier caso, las medidas estadísticas (media, mediana, moda, desviación típica) son por su propia naturaleza una moderación de la totalidad de los datos estudiados.

### En física y química
Una reacción química puede ser moderada por un catalizador o un inhibidor -que la acelera o frena respectivamente.
El moderador nuclear disminuye la velocidad de los neutrones en el núcleo de un reactor nuclear.